# Julia Alvarez
Pour les articles homonymes, voir Alvarez.
Œuvres principales
- In the Time of the Butterflies 1994
- How the García Girls Lost Their Accents 1991
- A Gift of Gracias: The Legend of Altagracia 2005
- À Wedding in Haiti: The Story of a Friendship 2012

Julia Alvarez (New York, 1950) est une poétesse, romancière et essayiste américaine d’origine dominicaine. Quoique native de New York, elle passa les dix premières années de sa vie en République dominicaine, jusqu’à ce que l’implication de son père dans une rébellion politique en 1960 ait contraint sa famille à fuir le pays.
Julia Alvarez acquit une renommée littéraire grâce aux romans How the García Girls Lost Their Accents (1991), In the Time of the Butterflies (1994) et Yo! (1997). Dans le domaine de la poésie, ses publications comprennent Homecoming (1984) et The Woman I Kept to Myself (2004), et dans celui de l’essai, la compilation autobiographique Something to Declare (1998). De nombreux critiques littéraires la considèrent comme l’un des écrivains américains d’origine hispanique les plus importants, et elle a su obtenir un succès critique et commercial à l’échelle internationale.
Beaucoup des œuvres de Julia Alvarez sont imprégnées de ses expériences de Dominicaine vivant aux États-Unis et se concentrent sur des questions liées à l’identité et à l’assimilation. Son identité double, liée au fait qu’elle a grandi à la fois aux États-Unis et dans le pays d’origine de ses parents, se fait jour dans ses écrits, notamment par la combinaison d’un ton très personnel et d’accents explicitement politiques. Elle s’est fait connaître par des œuvres où sont examinées et mises en regard les aspirations des femmes dans la culture dominicaine d'une part et dans celle des États-Unis d'autre part, et par une enquête rigoureuse sur les stéréotypes culturels. Ces dernières années, Julia Alvarez s’est attachée à élargir sa thématique avec des ouvrages tels que In the Name of Salomé (2000), roman mettant en scène des personnages cubains (en plus de personnages dominicains), et par des évocations romancées de figures historiques.
Parallèlement à sa carrière d’écrivain, Julia Alvarez est l’actuel (2015) écrivain en résidence à Middlebury College.

## Biographie

### Jeunes années et formation
Julia Alvarez naquit en 1950 à New York ; cependant, alors qu'elle n'avait encore que trois mois, ses parents s’en retournèrent en République dominicaine et y vécurent les dix années suivantes. Sa famille au sens large jouissait d'un confort matériel suffisant que pour se permettre du personnel domestique. Le critique Silvio Sirias indique que les Dominicains font grand cas du don de conteur ; Julia Alvarez manifesta ce don de bonne heure et l’on « faisait souvent appel à elle pour divertir les visiteurs ». En 1960, sa famille fut forcée de s’enfuir aux États-Unis après que son père eut trempé dans un complot avorté visant à renverser Rafael Trujillo, dictateur militaire de l’île ― événements qui allaient resurgir plus tard dans ses écrits, en particulier dans son roman How the García Girls Lost Their Accents, lequel dépeint une famille contrainte de quitter la République dominicaine dans des circonstances semblables, ou dans son poème Exile, où elle décrit « la nuit où nous fuyâmes le pays » (the night we fled the country) et qualifia cette expérience de « perte beaucoup plus grande que je ne le compris alors » (loss much larger than I understood).
Julia Alvarez vécut plutôt mal ce déménagement de la République dominicaine pour les États-Unis ; Sirias souligne qu’elle « perdit presque tout : une patrie, une langue, des liens familiaux, une manière de comprendre, et une chaleur humaine ». En tant qu’une des rares élèves latino-américaines de son école catholique, Julia Alvarez eut à faire face à la discrimination en raison de ses origines et était souvent traitée de spic par ses condisciples. Elle connut ainsi l’aliénation et le mal de pays, et fut en butte aux préjugés de son nouvel entourage. Dans How the Garcia Girls Lost Their Accents, un personnage se laisse aller à affirmer que « tenter d’élever le niveau de conscience [en République dominicaine]... serait comme essayer de mettre des voûtes de cathédrale dans un tunnel ». Cela la poussa à se replier sur elle-même et explique sa fascination de la littérature, qu’elle appelle « une patrie portative ». Elle fut encouragée par plusieurs de ses professeurs à poursuivre ses activités d’écriture et se persuada, dès le jeune âge, que là était ce qu’elle voulait faire de sa vie. 
Les écoles de l’endroit étant jugées insatisfaisantes, elle fut envoyée par ses parents, à l’âge de 13 ans, à l’Abbot Academy (en), pensionnat traditionnel situé dans le Massachusetts. Ses rapports avec ses parents eurent à souffrir de cet éloignement, ce qu’aggravèrent encore les séjours d’été qu'elle et sa sœur durent passer en République dominicaine, séjours destinés à « renforcer leur identité non seulement de Dominicaines, mais aussi de jeunes filles convenables ». En contrepartie, ce va-et-vient intermittent entre les deux pays lui permit d’en appréhender les différences culturelles, lui fournissant ainsi la base de nombre de ses futurs ouvrages.
Après obtention de son diplôme à Abbot Academy en 1967, elle poursuivit ses études à Connecticut College (en) de 1967 à 1969, où elle remporta le prix de poésie Benjamin T. Marshall, puis en 1971 à Middlebury College, dans le Vermont, et enfin à  l’université de Syracuse, dans l’État de New York, en 1975.

### Carrière littéraire
Après acquisition de sa maîtrise en 1975, Julia Alvarez accepta un poste de writer-in-residence (écrivain en résidence) pour le compte de la Commission des arts du Kentucky. Elle parcourut alors cet État, visitant les écoles primaires, les établissements d’enseignement secondaires, les instituts d’enseignement supérieurs et les communautés, dirigeant des ateliers d’écriture et prononçant des conférences. Elle se dit aujourd’hui redevable à ces années-là d’avoir acquis une compréhension plus approfondie des États-Unis et d’avoir pris conscience de sa passion pour l’enseignement. En effet, sa période de travail dans le Kentucky écoulée, elle continua d’œuvrer comme enseignante, d’abord en Californie, puis dans le Delaware, en Caroline du Nord, dans le Massachusetts, à Washington D.C. et dans l’Illinois.
Parallèlement à son activité littéraire, Julia Alvarez occupe un poste de writer-in-residence à Middlebury College, où elle donne à temps partiel un cours d’écriture créative. Julia Alvarez réside actuellement (2015) dans la Vallée du lac Champlain, dans le Vermont. Elle a été consultante, éditrice et membre de divers jurys littéraires, tels que celui du Newman's Own First Amendment Award et du prix Casa de las Américas, tout en donnant des conférences et en participant à des lectures publiques à travers les États-Unis. Conjointement avec son compagnon de vie, l’ophtalmologiste Bill Eichner, elle fonda Alta Gracia, centre d’alphabétisation qui, installé dans une ferme, se consacre à promouvoir de par le monde un mode de vie écologique en même temps que l’alphabétisation et la scolarisation, ; en fait, Julia Alvarez et son mari avaient fait acquisition de ladite ferme en 1996 dans l’intention première d’appuyer la culture coopérative et indépendante du café en République dominicaine.

## Œuvre littéraire

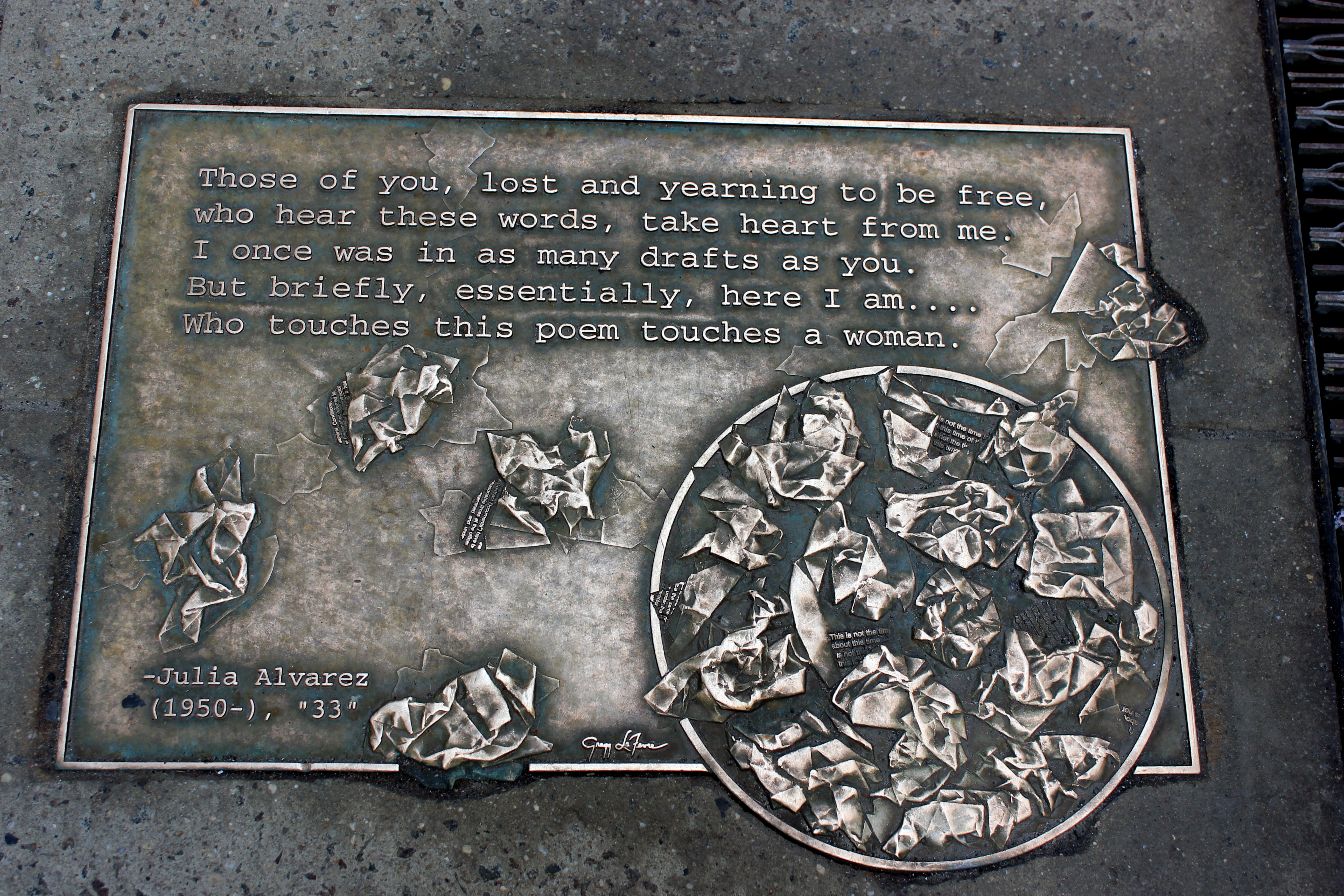
« Qui touche ce poème touche une femme » (sur la Library Walk à New York).

Julia Alvarez a fait paraître cinq romans, un volume d’essais, quatre recueils de poésie, quatre livres pour enfants, et deux œuvres de fiction pour adolescent, dont plusieurs connurent un succès commercial important, et passe aujourd’hui pour l’un des écrivains américains d’origine latino-américaine les plus en vue de son époque, mais aussi les plus critiques.
Parmi ses premiers ouvrages figurent quelques recueils de poésie, dont The Homecoming (litt. le Retour chez soi), publié en 1984, enrichi ensuite et republié en 1996. Elle explique sa prédilection pour la poésie, qui fut son premier mode d’expression littéraire, par le fait qu’« un poème est quelque chose de très intime, de cœur à cœur ». Sa poésie célèbre la nature et les menus détails des rituels de la vie quotidienne, y compris les tâches domestiques. Ses poèmes évoquent des histoires de la vie familiale et adoptent souvent la perspective des femmes. L’auteur y met en cause les privilèges patriarcaux et traite, sur un mode introspectif, les sujets de l’exil, de l’assimilation, de l’identité et du combat mené par les classes inférieures. Elle dit avoir trouvé l’inspiration pour son œuvre notamment dans une petite toile de 1894 du peintre Pierre Bonnard, intitulée l’Écuyère. La critique Elizabeth Coonrod Martínez a pu dire de ses poèmes qu’ils donnent voix à la lutte des immigrants.
Son premier roman, How the García Girls Lost Their Accents (litt. Comment les fillettes García perdirent leur accent), parut en 1991 et fut aussitôt acclamé par une grande part de la critique ; il s’agit du premier grand roman écrit en anglais par un auteur dominicain. Le livre, au contenu largement personnel, prend pour thèmes l’hybridation culturelle et les combats de la République dominicaine post-coloniale, ; Julia Alvarez y apporte son propre éclairage sur l’intégration des immigrants latino-américains dans la société américaine générale et montre que l’identité est susceptible d’être profondément déterminée par l’appartenance sexuelle et ethnique ainsi que par les déterminismes de classe. Elle ne rechigna pas, pour illustrer les profonds contrastes culturels entre les Caraïbes et les États-Unis, à mettre à contribution ses propres expériences ; le matériau du roman en était devenu si personnel que sa mère refusa de lui adresser la parole pendant plusieurs mois après la publication, et ses sœurs non plus ne furent guère enchantées de son livre. Cependant, il s’en vendit quelque 250 000 exemplaires, et l’American Library Association a retenu le roman au titre de Notable Book.
Son deuxième roman, In the Time of the Butterflies (litt. Au temps des papillons), de 1994, a pour point de départ un événement historique survenu en 1960, à savoir la mort, sous la dictature de Trujillo en République dominicaine, des sœurs Mirabal, dont les corps furent découverts au pied d’une falaise sur la côte nord de l’île, et de qui l’on a supposé qu’elles faisaient partie d’un mouvement révolutionnaire visant à renverser le régime oppressif qui dirigeait alors le pays. Ces figures légendaires ont reçu le nom de Las Mariposas (les Papillons). Le roman, qui met en scène des femmes dotées d’une personnalité forte et ayant le pouvoir de dévier le cours de l’histoire, illustre l’affinité de l’auteur pour des protagonistes féminins forts et pour les mouvements de libération. Julia Alvarez déclara espérer qu’« à travers cette histoire romancée, les lecteurs anglophones fassent la connaissance de ces célèbres sœurs. Dans beaucoup de pays d’Amérique latine, la date du 25 novembre, jour de leur assassinat, est observée comme Journée internationale contre la violence envers les femmes. Manifestement, ces sœurs, qui combattirent ce seul tiran particulier, ont servi de modèles aux femmes luttant contre des injustices de toute espèce ».
En 1997, Julia Alvarez publia Yo! (apocope de Yolanda, mais aussi moi en espagnol, trad. française sous le même titre), qui fait suite à How the García Girls Lost Their Accents, mais se concentre sur le seul personnage de Yolanda. Puisant dans ses propres expériences, l’auteur y décrit le succès d’un écrivain qui exploite sa propre famille comme source d’inspiration pour son œuvre littéraire. L’on pourrait voir dans Yo! un moyen pour l'auteur de méditer sur son succès littéraire, voire de le critiquer. Les positions de Julia Alvarez sur le métissage culturel s’y expriment souvent à travers l’usage d’incongruités langagières hispano-anglaises, constituant le dénommé spanglish, dérives linguistiques qui occupaient déjà une place éminente dans How the García Girls Lost Their Accents. Le langage du personnage de Laura est qualifié par l’auteur de « galimatias d’expressions et tournures embrouillées ».
In the Name of Salomé (trad. française Au nom de Salomé), paru en 2000, est un roman qui entremêle les vies de deux femmes différentes, en décrivant comment elles ont voué leur existence à des causes politiques. Le récit, dont l’action se situe en différents lieux ― en République dominicaine, avec des turbulences politiques en toile de fond, dans la Cuba communiste des années 1960, ainsi que dans divers campus universitaires à travers les États-Unis ―, prend pour thèmes la lutte pour les droits et le militantisme politique. Julia Alvarez indique comment les protagonistes de ce roman, qui sont toutes deux des femmes, « se retrouvèrent ensemble, chacune dans l’amour de la patrie de l’autre et dans leur foi commune en la capacité des femmes à façonner une conscience conciliant les deux Amériques ». Ce livre fut largement fêté, notamment pour son minutieux travail de recherche historique et pour sa captivante intrigue, et fut qualifié par Publishers Weekly d’« un des romans politiquement les plus entraînants du dernier demi-siècle ».
Saving the World: A Novel (trad. française sous le titre Sauver le monde), publié en 2006, est le récit romancé de l’expédition Balmis, campagne de vaccination anti-variolique de grande envergure organisée par la couronne espagnole et menée entre 1804 et 1805 en Amérique espagnole et aux Philippines. Adoptant le point de vue d’Isabel Zendal Gómez, infirmière et seule femme membre de cette expédition, l’auteur apporte par cette œuvre, qui bénéficia d’un important lancement publicitaire et eut même les honneurs d’un commentaire dans la revue médicale JAMA, sa version personnelle de la trajectoire de l’infirmière galicienne, de qui d'ailleurs l’on sait fort peu de choses. À travers le récit de deux femmes, Alma et Isabel, ― la première étant un auteur contemporain, qui, en proie à une crise dans sa vie personnelle, découvre en la deuxième, sur qui elle décide d’écrire un livre, une source d’inspiration ―, Julia Alvarez présente la figure d’Isabel Zendal Gómez comme ayant contracté elle-même la variole, événement qui marqua sa vie et la détermina, après un précoce veuvage, à se faire employer à l’hospice des enfants trouvés de la Corogne. Enrôlée dans l’expédition Balmis, et devenant témoin ainsi d’une grande aventure, elle rédige un carnet, y consignant notamment comment elle raconte aux enfants des contes pour les délivrer de leurs peurs, et comment elle apprend la technique de l’inoculation. Dévouée et excellente professionnelle, femme exemplaire, elle se consacre au soin des enfants et, l’expédition terminée, continue de suivre leur parcours. Elle entretient avec Balmis, directeur de l’expédition, de qui elle sait qu’il a une épouse à Madrid, des rapports de pure collaboration professionnelle empreinte de respect mutuel. Ils se retrouveront plus tard plusieurs fois au Mexique, où elle travaille comme soignante et où Balmis revient quelques années après l’expédition. Le thème central du roman est la subjectivité et la vitalité de l’univers féminin ; en effet, comme l’indique la narratrice, « nos vies n’appartiennent pas qu’à nous-mêmes, mais aussi à ceux qui nous aiment ».

## Influence sur la littérature latino-américaine
Julia Alvarez, ainsi que le note Elizabeth Coonrod Martínez, fait partie d’un mouvement d’écrivains américains d’origine latino-américaine qui ont pour point commun d’aborder des thèmes axés sur l’expérience particulière de se trouver à cheval sur la frontière entre Amérique latine et États-Unis et d’appartenir aux deux cultures, et au rang desquels figurent également Sandra Cisneros, Giannina Braschi, et Cristina García. Selon Coonrod Martínez, une génération subséquente d’écrivains américano-dominicains, tels qu’Angie Cruz (en), Loida Maritza Pérez, Nelly Rosario (en), et Junot Díaz, s’est sentie inspirée par le succès littéraire de Julia Alvarez.
L’auteur reconnaît que « le côté désagréable de la qualité d’écrivain latino est que les gens veulent faire de moi un porte-parole. Il n’y a pas de porte-parole ! Il y a un grand nombre de réalités, de nuances et de classes différentes ».
How the García Girls Lost Their Accents fut le premier roman d’une femme américano-dominicaine à bénéficier d’une ample estime et d’une grande attention aux États-Unis. Le livre présente l’identité ethnique comme un fait problématique à différents niveaux. Julia Alvarez conteste les affirmations que l'on entend d'ordinaire sur le multiculturalisme et qui présentent celui-ci comme quelque chose de strictement positif. Dans sa vision, l’identité immigrante reste fortement marquée par des conflits ethnique, entre hommes et femmes, et de classe. Ellen McCracken observe que « la transgression et les sous-entendus incestueux ne constituent certes pas les ingrédients permettant d’obtenir un produit multiculturel de consommation courante tel que désiré par la majorité de la société, mais la mise en œuvre par Alvarez de tactiques narratives de cette nature conduit à ce que soit mise en avant ― dans cette précoce contribution de l’Américano-dominicaine à la nouvelle fiction narrative latino des années 1990 ― la centralité de la lutte contre l’abus de pouvoir patriarcal ».
Quant au statut des femmes dans la création littéraire, Julia Alvarez déclare : « il reste décidément toujours un plafond de verre du côté des romancières féminines. Si on a un personnage féminin, elle pourra être impliquée dans quelque chose de monumental, mais en même temps elle change aussi les langes et fait la cuisine, faisant donc des choses en vertu de quoi cela sera nommé un roman de femme. Vous savez, un roman masculin est universel ; un roman féminin est pour les femmes ».
Julia Alvarez souligne que son propos n’est pas d’écrire pour un public féminin seulement, mais aussi de s’emparer de thèmes universels aptes à mettre en évidence les interconnexions plus générales. Elle indique par ailleurs : « Ce que j’essaye de faire à travers mon écriture, c’est de m’extraire, pour entrer dans ces autres soi-mêmes, dans ces autres mondes. Pour devenir chaque fois davantage de nous-mêmes ». Pour illustrer ce dernier point, Julia Alvarez écrit en anglais à propos de questions qui concernent la République dominicaine, en combinant langue anglaise et langue espagnole ; Julia Alvarez s’estime du reste compétente par la notion qu’elle a des populations et des cultures se mélangeant autour du monde, et par cette raison s’identifie comme « citoyenne du monde ».

## Prix et hommages
Julia Alvarez s’est vu octroyer une allocation de la National Endowment for the Arts et de la fondation Ingram Merrill. Certains de ses manuscrits de poésie sont aujourd’hui hébergés de façon permanente à la bibliothèque publique de New York, où son œuvre eut en 2008 les honneurs d’une exposition intitulée The Hand of the Poet: Original Manuscripts by 100 Masters, From John Donne to Julia Alvarez. Elle reçut le prix Lamont décerné par l’Academy of American Poets en 1974, le premier prix de fiction narrative de la Third Woman Press Award en 1986, et une récompense de la part de la fondation General Electric en 1986.
How the García Girls Lost Their Accents remporta le prix littéraire Josephine Miles, lequel est attribué à des œuvres présentant un point de vue multiculturel. Yo! fut choisi comme notable book par l’Association américaine des Bibliothèques en 1998. Before We Were Free gagna la médaille Belpre en 2004, et Return to Sender cette même récompense en 2010. Elle fut enfin lauréate en 2002 du prix de littérature de l’Hispanic Heritage Foundation.
De 2021 à 2023, elle est sélectionnée trois années d'affilée pour le prestigieux prix suédois, le Prix commémoratif Astrid-Lindgren.

## Ouvrages

### Fiction
- How the García Girls Lost Their Accents, Algonquin Books, Chapel Hill (Caroline du Nord), 1991.  (ISBN 978-0-945575-57-3)
- In the Time of the Butterflies 1994.  (ISBN 978-1-56512-038-9) ; traduction française par Daniel Lemoine sous le titre Au temps des papillons, éd. Métailié, 1997.
- Yo!, Algonquin Books, Chapel Hill (Caroline du Nord) 1997  (ISBN 978-0-452-27918-6) ; traduction française par Martine Laroche sous le titre Yo, éd. Métailié, Paris, avril 2010  (ISBN 2-86424-328-8).
- In the Name of Salomé, Algonquin Books, Chapel Hill (Caroline du Nord) 2000  (ISBN 978-1-56512-276-5) ; traduction française par Martine Laroche sous le titre de Au nom de Salomé, éd. Métailié, Paris, janvier 2003  (ISBN 2-86424-447-0).
- Saving the World: A Novel, Algonquin Books, Chapel Hill (Caroline du Nord), 2006  (ISBN 9781565125100) (2006) ; traduction française par Catherine de Leobardy sous le titre de Sauver le monde, éd. Métailié, Paris, avril 2010  (ISBN 978-2-86424-738-8).
- Afterlife: A Novel, Chapel Hill (Caroline du Nord), Algonquin Books, 2020.  (ISBN 978-1-64375-025-5)[50]

#### Littérature pour enfants et jeunes adultes
- The Secret Footprints, Knopf, New York 2000.
- A Cafecito Story, Chelsea Green, White River Junction, VT 2001.  (ISBN 978-1-931498-00-5)
- How Tia Lola Came to visit Stay, Knopf, New York 2001.  (ISBN 978-0-375-90215-4)
- Before We Were Free, New York, A. Knopf, 2002, 167 p. (ISBN 978-0-375-81544-7)
- Finding Miracles, Knopf, New York 2004.  (ISBN 978-0-375-92760-7)
- A Gift of Gracias : The Legend of Altagracia, New York, Knopf, 2005, 40 p. (ISBN 978-0-375-82425-8)
- El mejor regalo del mundo: la leyenda de la Vieja Belen / The Best Gift of All: The Legend of La Vieja Belen, Alfaguara, Miami 2009. (bilingual book)
- Return to Sender, New York, Alfred A. Knopf, 2009, 325 p. (ISBN 978-0-375-85838-3)
- How Tia Lola Learned to Teach, New York, Knopf, 2010 (ISBN 978-0-375-86460-5)
- How Tía Lola Saved the Summer, New York, Knopf, 2011, 160 p. (ISBN 978-0-375-86727-9, lire en ligne)
- How Tia Lola Ended Up Starting Over, Knopf, New York 2011.
- How Tía Lola Saved the Summer, New York, Knopf, 2011 (ISBN 978-0-375-86727-9, lire en ligne)
- Where Do They Go?, New York, éd. Seven Stories Press, 2016.  (ISBN 978-1-609-80670-5)
- Afterlife: A Novel, Chapel Hill (Caroline du Nord), éd. Algonquin Books, 2020.  (ISBN 978-1-64375-025-5)[51],[52].
- The Cemetery of Untold Stories: A Novel, Chapel Hill (Caroline du Nord), éd. Algonquin Books, 2024.  (ISBN 978-1-64375-384-3)[53],[54],[55].

### Poésie
- The Other Side (El Otro Lado), Dutton, 1995.  (ISBN 978-0-525-93922-1)
- Homecoming: New and Selected Poems, Plume, 1996.  (ISBN 978-0-452-27567-6) - réédition du volume de 1984, avec ajout de nouveaux poèmes
- The Woman I Kept to Myself, Algonquin Books of Chapel Hill, 2004 et 2011.  (ISBN 978-1-61620-072-5)

### Essais
- Something to Declare, Algonquin Books of Chapel Hill, 1998.  (ISBN 978-1-56512-193-5) (recueil d’essais)
- Once Upon a Quinceañera : Coming of Age in the USA, Penguin, 2007, 278 p. (ISBN 978-0-670-03873-2)
- A Wedding in Haiti: The Story of a Friendship, 2012.